# دهستان مهروئیه
دهستان مهروئیه، یکی از دهستان‌های بخش مرکزی شهرستان فاریاب در استان کرمان ایران است. مرکز این دهستان، روستای مهروئیه پایین است.

## جمعیت
بر پایه سرشماری عمومی نفوس و مسکن در سال ۱۳۹۵، جمعیت دهستان مهروئیه برابر با ۶٬۸۸۴ نفر بوده‌است.